# Župa sv. Barbare u Jakšiću
Župa sv. Barbare u Jakšiću osnovana je uredbom od 29. travnja 1789. godine. Njoj su pripojeni i Njemački Eminovci, koji su po prijedlogu komisije trebali ostati u požeškoj župi. Već 14. studenog 1789. g. županijski izaslanik kotarski sudac Petar pl. Tucić daje sljedeći izvještaj: «U Vetovu, Jakšićima i Buku osnovane su nove župe i u njih su postavljeni župnici.»

## Smještaj župe
Župa sv. Barbare - Jakšić nalazi se u zapadnoj Slavoniji u središnjem dijelu Požeške doline. Požeška dolina je zavala u središnjoj Slavoniji između sjevernoga podravskog i južnoga posavskog dijela Slavonije. Površina joj je 1255 metara kvadratnih; ovalnoga je oblika duga 50 km, a široka 15 km, s nagibom od sjevera prema jugu. Okružena je planinama: Psunj, najviša gora planinskoga vijenca oko Požeške doline, proteže se od jugozapada prema sjeveroistoku u dužini 30 km; Papuk, najprostranija gora koja zatvara Požešku dolinu sa sjevera, proteže se u dužini od 50 km i to od Psunja na zapadu do Krndije na istoku; Krndija, planina u sjeveroistočnom dijelu proteže se od Papuka prema istoku i jugoistoku; Dilj-gora, jugoistočni najniži dio, koji dijeli Požešku dolinu od Posavine; Požeška gora, južni dio gorskoga vijenca, prostire se od Dilj-gore na istoku do Psunja na zapadu u dužini 30 km.
Kroz požešku dolinu, u dužini 58 km, teče rijeka Orljava, koja od sjevera prema jugoistoku prima veći broj pritoka, te utječe u Savu. U svom toku nizvodno od Požege prima pritoke s Papuka: Kaptolčanku, koja teče između Gornjih i Donjih Eminovaca te Vetovku koja teče na samom ulasku u Jakšić sa zapadne strane.
Naseljena mjesta nalaze se u ravničarskom području zvanom Poljadija, na valovitom brežuljkastom području, podgorju tzv. Potplaninci, te na brdskom području Brđani.
Župa Jakšić smještena je u ravnom i plodnom Požeškom polju, a na brežuljkastoj uzvisini. Sjedište župe nalazi se na državnoj cesti Požega-Našice i udaljeno je od Požege 7 km. Od osnutka župe 1789. godine do danas, pripadala su župi ova sela: Bertelovci, Eminovci, Rajsavac, Tekić i Treštanovci, kasnije Radnovac i Svetinja. U crkvenom pogledu ovaj kraj u kasnom srednjem vijeku pripada Požeškom arhiđakonatu, u Pečujskoj biskupiji. Nakon oslobođenja od Turaka pripao je ovaj kraj 1703. godine Zagrebačkoj biskupiji, koja je bila podijeljena u 15 arhiđakonata. Za ovo područje ustanovljen je Gušćanski arhiđakonat na čelu s vlastitim arhiđakonom, koji je ujedno bio i zagrebački kanonik. Gušćanski arhiđakonat dijelio se na dva dekanata: Pakrački i Požeški. Župa Jakšić pripada Požeškom dekanatu koji ima 18 župa. Od osnutka župe upravno pripada pod Zagrebačku biskupiju do 1997. g., kada je za ovo područje utemeljena nova biskupija sa sjedištem u Požegi.
Susjedne župe: s istoka i jugoistoka filijalna sela Novoselci, Trapari, Lakušija i Cerovac, koji pripadaju župi Svih Svetih u Požeškim Sesvetama; sjeveroistočno je župa Rođenja Blažene Djevice Marije u Kutjevu; sa sjeverne strane filijala Ovčare, koja pripada župi Bezgrešnog začeća Blažene Djevice Marije u Vetovu; sjeverozapadno je filijala Ramanovci, koja pripada župi sv. Petra i Pavla apostola u Kaptolu; na zapadu nalaze se filijalna sela Šeovci i Alaginci kao i samo sjedište katedralne župe sv. Terezije Avilske u Požegi; s južne strane nalazi se župa posvećena sv. Kuzmi i Damjanu u Kuzmici. Župa Jakšić teritorijalno nije velika, a udaljenost filijalnih sela od središta župe iznosi 3–4 km.

## Požeška dolina u povijesti
U svojim seobama u VII. stoljeću Hrvati su se naselili na prostoru nekadašnje rimske pokrajine Panonije, područje uz rijeku Kupu, područje između Drave, Dunava i Save. Hrvati su ovdje bili zatekli starosjedioce - ilirska plemena, Slavene i Avare, a kasnije su se stopili u jedno. Slaveni su prozvali ovu staru rimsku pokrajinu Panoniju novim imenom Slovinska zemlja, Slavonija. Hrvati su dugo ratovali s Avarima, a oni su 677. godine provalili u Bizantsko Carstvo, jer su morali plaćati danak i služiti vojsci. Nastanivši se u Slovinskoj zemlji Hrvati su zamolili za pomoć franačkog vladara Karla Velikog koji je sa svojom vojskom srušio avarsku državu 796. godine. Nakon toga postali su franački podanici.
Knezu Tomislavu pošlo je za rukom, te je sjedinio sve hrvatske oblasti i stvorio državu, a svojim krunjenjem 925. godine Hrvatsku je učinio kraljevinom. Ova prva hrvatska država, kako na političkom tako i na crkvenom području, nije dugo opstala. Slavonija je do tada pripadala Kraljevini Hrvatskoj i Splitskoj nadbiskupiji. U vrijeme kraljeva iz narodne dinastije, a posebno u srednjem vijeku Slavonija se protezala čak i preko Save i Kupe na jugu, do utoka Save u Dunav na istoku, na sjeveru dijelila ju je Drava i Dunav od Ugarske, a na zapadu je imala današnje granice Hrvatske. Obuhvaćala je deset županija: Vrbašku, Glašku, Zagrebačku, Varaždinsku, Križevačku, Virovitičku, Cizdravsko-Baranjsku, Požešku, Vukovarsku i Srijemsku.
Poslije Zvonimirove smrti (1089.), ugarski kralj Ladislav osnovao je 1093./94. godine u Zagrebu biskupiju, koja je obuhvaćala kalnički, vašćanski, gaćiščanski, komarički, zeničanski i čazmanski arhiđakonat. Ostala područja od toga vremena pa sve do oslobođenja Slavonije od Turaka pripadala su pod Pečušsku biskupiju. To je područje osuvačkog, vukovskog, morovičkog i požeškog arhiđakonata. Papa Grgur IX. osnovao je 20. siječnja 1229. godine Srijemsku biskupiju te ju izdvojio iz vlasti kaločkoga nadbiskupa. Godine 1247. podređena je Kaloči, a do 1250. – 1252. godine bosanski biskup stoluje u Đakovu.
Požeška županija spominje se u najstarijem sačuvanom dokumentu prvi put 1221. godine. Njeno je sjedište od II. siječnja 1227. godine u Požegi, u gradu-tvrđavi (castrum). U srednjem vijeku ona je obuhvaćala cijelo područje od Psunja, Papuka i Krndije prema jugu do Save. Smještena je između Bosanske i Zagrebačke biskupije, a sama je pripadala Pečuškoj biskupiji. Ugarski su kraljevi nastojali ojačati svoj utjecaj i vlast u upravi županija koje se nalaze južno od Save, a dio su Kraljevine Hrvatske, Slavonije i Dalmacije. U vrijeme vladanja hrvatsko-ugarskoga kralja Andrije (1205. – 1235.) koji je bio slab vladar, opterećen raznim dugovima i sukobima s plemstvom, 1222. godine izdana je tzv. Zlatna Bula. Radi toga kralj Andrija oko 1225. godine prodao je Požešku županiju kaločkom nadbiskupu Ugrini, a on i njegova Crkva, Kaločka nadbiskupija postali su vlasnici Požeške županije. Kaločki nadbiskup Ugrin, kao strani prelat, za svoje duhovno djelovanje na području Požeške županije tražio je odobrenje Pečuškog biskupa i Svete Stolice, koje je potvrdio II. siječnja 1227. godine papa Honorije III.
Desetak godina kasnije, 1235. godine Ugarskom i Hrvatskom je zavladao Bela IV., koji je počeo popravljati pogreške svoga oca Andrije. Odredio je da se Požega oduzme Kaločkoj nadbiskupiji, a župansku vlast će vršiti jedan od članova kraljevske obitelji. Kralj Bela IV. poklanja požeški castrum i Požešku županiju svojoj ženi, kraljici Mariji. Ona u svoje ime izdaje u Budimu 20. siječnja 1258. godine povelju kojom uređuje nadležnosti svojih podložnika i granice iz Ugrinova vremena. Od tada Požega pripada kralju, a poslije smrti kralja Stjepana V. njegova žena kraljica Elizabeta ostavlja kraljevski dvor u Budimu i dolazi u Požegu gdje vrši župansku i kraljevsku vlast. Godine 1292. Požega i Požeška županija u rukama su Tomasine (Tomislave) Morsini i njenog sina kralja Andrije III., posljednjega Arpadovića.
U doba Anžuvinaca u XIV. st. kraljice vrše samo porezne poslove u Požeškoj županiji. Tako ova županija ima u to doba poseban položaj u Slavoniji, te je u XV. stoljeću pribrajaju i ugarskim županijama.
Pred kraj srednjega vijeka, do turskih osvajanja, Požeška je županija bila gusto naseljena. Na području od Save do Drave, od Ilove, Pakraca prema Požegi, Brodu i Našicama nalazile su se mnoge župske crkve, a na udaljenosti od oko dvadesetak kilometara nalazio se po jedan samostan. Tu su djelovali: benediktinci, pavlini, dominikanci, templari, augustinci, cisterciti i franjevci. Požeški arhiđakonat archidyaconatus de Posaga je polovicom XIV. st. imao oko sedamdeset župa. Takav popis župa iz 1332. – 1335. godine spominje župu Owar (Stari grad), kojoj pripadaju i sela Zaharovci i Tekat, a nalazila se na području današnje jakšičke župe.
Turci su Požegu osvojili 1537. godine, a njezin osvajač Mehmed-beg dao je u Požegi urediti sandžakat, koji se dijelilo na više kadiluka (upravnih kotareva). Tursko je vladanje u Požegi i požeštini trajalo ravno 150 godina od mjeseca siječnja 1537. do mjeseca listopada 1687. Hrvatska banska i njemačka carska vojska, zajedno s domaćim katoličkim stanovništvom pod vodstvom fra Luke Ibrišimovića, oslobodila je Požegu i cijelu požešku dolinu od turske vlasti. Zbog stalnih ratova dolazi kod hrvatskoga katoličkog stanovništva do velikih previranja i migracija. Jedni se bune protiv turskih nasilja i ginu u neravnopravnoj borbi, drugi bježe prema zapadnoj Hrvatskoj i Ugarskoj, treći se prilagođavaju novim prilikama, kako bi sačuvali imovinu i stekli bolji položaj te prelaze na islam. Jedan manji dio stanovništva čeka oslobođenje, te vjerno čuva svoje nacionalne i vjerske tradicije.
Oslobođenjem od Turaka u Požeškoj dolini organizira se upravna vlast kakva je bila i u drugim gradovima Banske Hrvatske. No Bečka komora je sve više osporavala upravljanje gradskim vlastima, te je sama nametnula svoju vlast. U okolici Požege prodavala je mala područja stranim plemićima tako da je nastalo i nekoliko gospoštija ili vlastelinstava: Blacko, Pleternica, Kutjevo, Kaptol, Velika, Stražeman, Brestovac i Kamensko. Na području sela Jakšića, Čakotića, Bertelovaca, Tekića, Vetova, Turnića i Treštanovaca, Bečka komora nije mogla naći kupca te je osnovala knežiju, kojom je upravljala u svoju korist. Ova sela nalaze se usred požeškoga polja.
Godine 1745. obnovila je kraljica Marija Terezija u Požegi županiju, pripaja ju banskoj vlasti i ona ulazi u sastav Kraljevine Dalmacije, Hrvatske i Slavonije. Važno je spomenuti da je 1765. godine Požega postala slobodan kraljevski grad. Županija je ukinuta Vidovdanskim ustavom 1921. godine, a stvarno je prestala djelovati 1923. godine u Kraljevini Srba, Hrvata i Slovenaca. Od tada pa do 1990. godine Požega je općina podijeljena u više manjih jedinica u sklopu SR Hrvatske, tj. SFR Jugoslavije.
Stvaranjem slobodne i neovisne Republike Hrvatske, 1990. godine, Požega ponovno postaje županijom. Teritorijalnim ustrojstvom iz 1992. godine dobiva naziv Požeško-slavonska županija. Na kraju ovoga kratkoga povijesnog pregleda Požege i požeške doline potrebno je spomenuti jednu važnu povijesnu činjenicu, koja je plod sveukupne bogate i vrijedne crkvene, duhovne i gospodarsko-političke prošlosti ovoga kraja. Sveti Otac Ivan Pavao II., 5. srpnja 1997. godine, cijeneći i poštujući zasluge Požežana u čuvanju i razvijanju katoličanstva, odabrao je srce Slavonije, drevni, slavni i lijepi grad Požegu, za sjedište nove Požeške biskupije. Ona je podijeljena u sedam dekanata: našički, novogradiški, novokapelački, pakrački, požeški, virovitički i novljanski. Biskupija ima ukupno 85 župa. Ustanovljenjem biskupije i ustoličenjem prvoga biskupa msgr. dr. Antuna Škvorčevića, Požega je konačno oživotvorila stečeni ugled u crkvenom, kulturnom, duhovnom, prosvjetnom, gospodarskom i političkom pogledu, te sasvim zasigurno postaje biskupijsko središte sa svojom stolnom crkvom (katedralom) sv. Terezije Avilske.

## Ime sjedišta župe
O imenu i postanku ovoga mjesta možemo samo nagađati jer nemamo pouzdanih pisanih dokumenata. Mjesto Jakšić bilo je naseljeno u pretpovijesno i starije kameno doba (paleolit). U arheološkim iskapanjima na lokalitetu Čajare pronađena je crna keramička vaza, koja je pripadala bjelobrdskoj kulturi. Iz doba starijih civilizacija, osobito Rimljana otkriveno je mnoštvo nalaza, a postoji i niz lokaliteta iz toga vremena koji još nisu istraženi.
Na ovom mjestu nalazi se u srednjem vijeku naselje Sveti Đurađ s crkvom koja je bila posvećena sv. Jurju, datira iz vremena 1334. do 1400. godine. Ovo spominju dokumenti iz 1400. godine i opis međaša grada Požege iz 1545. godine.
Današnje ime sela Jakšić vjerojatno potječe od plemića Jakušića, koji su od 1434. do 1489. godine imali svoje posjede u ovom kraju. Prije Turaka oni su preselili u Slovačku, u mjesto Pruska. Jedan od njihovih potomaka Đuro bio je naslovni srijemski biskup od 1635. do 1638. godine, zatim vespremski biskup 1638. godine i đurski biskup 1642. godine.
U XV. st. u Požeškoj županiji spominje se kaštel Orljava (Castrum Oryawa 1422. g.). U posjed ovoga kaštela pripadalo je vjerojatno i današnje naselje Jakšić što je teško utvrditi. Ono je zapisano pod različitim imenima Jakwsunch 1422. godine, Jaksocz 1428. godine, Jakwsewcz, Jakosewcz 1454. godine.
U 150 godišnjem razdoblju turskoga vladanja u selu žive Hrvati katolici i muslimani. Riječ je vjerojatno o islamiziranim Hrvatima koji su nakon oslobođenja od Turaka preselili u Bosnu, jer kao muslimani nisu u ono doba mogli ostati na svojim stoljetnim ognjištima. Na njih podsjeća i naziv brda koji se nalazi na ulazu u Jakšić iz smjera Požege, s desne strane, a zove se Đamija. To ukazuje da je na tom mjestu možda bila džamija (muslimanska bogomolja), a u blizini se nalazi izvor ili česma, koja je muslimanima služila za kultna pranja. Na njih nas podsjećaju i jakšićke ulice koje se i danas zovu Donja Mala (Mahala) i Gornja Mala (Mahala), te mnoštvo riječi koje se i danas upotrebljavaju u svakidašnjem govoru. Nakon odlaska Turaka u ovaj kraj doseljava novo stanovništvo iz Bosne, Hrvati i Vlasi.
Prvih godina nakon oslobođenja od Turaka upravnu vlast vrši Komora zajedno s vojskom. Ona je radi lakše uprave Požešku dolinu podijelila na vojvodstva tj. distrikte, koje je kasnije prodavala pojedinim manjim gospoštijama ili vlastelinstvima. Pod Komoru 1687. godine spada i Knežija (Kneziatus) Jakšić. U opisu Slavonije iz 1698. godine u vojvodstvo Kutjevo pripada: Czakaties (Čakutić) et Jacksiczi koji imaju 150 fluvius-a (dimnjaka). Također ovo se selo spominje u popisu imanja županije Požeške iz 1745. godine i pripada imanju Pleternica.
U kanonskoj vizitaciji 1730. godine spominju se dvije kapele: sv. Luka i sv. Barbara. Kapela sv. Luke, koja se nalazi izvan sela na groblju vjerojatno je starija od kapele sv. Barbare koja je u selu. Zbog povećavanja broja stanovnika utemeljena je nova župa 1789. godine sa sjedištem u Jakšiću koja ima svojih teških i mučnih, ali i ljepših trenutaka.
U prošlom stoljeću i početkom ovog doselilo je ovdje mnogo obitelji iz različitih krajeva Hrvatske, te iz Slovačke, Češke i Njemačke. Nakon Drugoga svjetskog rata doselile su ovdje obitelji iz Hercegovine i Bosne (Rama i Šćit), a s početkom rata u Bosni i Hercegovini 1992. godine dolazi i veći broj izbjeglica iz okolice Jajca i srednje Bosne.

## Jakšić pripada požeškoj župi
Cijelo razdoblje turskoga vladanja u Požeškoj dolini pa sve do 1754. godine, župnici u Požegi i okolici su franjevci. U tom vremenskom razdoblju dolazi do velikih migracija stanovništva. Odlaskom Turaka veliki dio islamiziranoga naroda (Hrvati) odlazi zajedno s njima. Suprotno tome, u ove krajeve doseljava katoličko stanovništvo iz Bosne te pravoslavni. Oni naseljavaju sela koja su ostala prazna. Dolazak katoličkoga stanovništva omogućuje rad franjevcima te oni grade nove crkve, a stare popravljaju i obnavljaju. Požeška župa obuhvaćala je sva katolička sela na desnoj obali Orljave, od Pavlovaca do Pleternice, i neka sela s lijeve obale te rijeke: Pavlovci, Gućani, Jaguplije, Emovci, Štitnjak, Jakšići, Dervišaga itd. Selo Jakšići s okolnim selima, koja danas pripadaju župi Jakšić u XVII. i XVIII. stoljeću tj. do 1789. godine teritorijalno se nalaze u sastavu požeške župe. Prvo izvješće o postojanju dviju kapela, sv. Luke i sv. Barbare, nalazimo u kanonskim vizitacijama iz 1730. godine. Zagrebački biskup Franjo Thauszy 1754. godine odredio je da upravu župe preuzmu biskupijski svećenici. Tada je obavljen popis svih crkava i kapela u Požeškoj župi.
Kapela sv. Luke
Kanonska vizitacija arhiđakonata Gušće iz godine 1730., koju je obavio vizitator Georgius Dumbovich (Blaž Dumbović) požeški župnik, piše: "Selo Jakšići ima 20 katoličkih kuća. U selu se nalazi kapela sv. Barbare, koja je bez tornja, a izvan sela je kapela sv. Luke, oko koje se nalazi groblje. Sljedeća kanonska vizitacija iz 1757. godine daje nam opširnije podatke o ovoj kapeli. Ona bilježi: "Četvrt sata hoda od sela Jakšići, nalazi se drvena kapela sv. Luke. Građena je s upletenim prutom, dobro je omazana, a iznutra je obijeljena. Kapela nema stropa, vrata se dobro zatvaraju. U unutrašnjosti nalazi se drveni oltar na kojem je slika sv. Luke naslikana na platnu, a sve što je potrebno za bogoslužje donosi se iz kapele sv. Barbare koja je u selu. Kapela sv. Luke nema tornja ni zvona, oko nje se nalazi groblje, gdje se pokapaju stanovnici iz Jakšića, Bertelovaca i Tekića. Groblje je dobro ograđeno. Zbog udaljenosti od sela ova kapela se pomalo zapušta, a uređuje se ona u selu. Vizitacija požeške župe iz 1761. godine bilježi: "Sv. Mise se služe na blagdan sv. Luke, sv. Stjepana i na Dušni dan." Dalje piše da je ta kapela suvišna, te je valja spojiti s kapelom sv. Barbare koja se nalazi u selu, prenijeti sliku sv. Luke, a na tom mjestu postaviti kip. Tako je ova kapela zbog svoje trošnosti i udaljenosti postala zabranjena za bogoštovne čine. U upotrebi jedino ostaje groblje, jer je ono jedino na tom području. Zadnji izvještaj kanonske vizitacije požeške župe iz 1780. godine ističe: "Kapelu sv. Barbare je udario grom, te je ona izgorila. Za službu Božju Jakšićani su uredili trošnu i već zabranjenu kapelu sv. Luke, prenijevši u nju spašene stvari iz kapele u selu. Ona služi samo privremeno, dok se ne izgradi nova. U daljnjim vizitacijama ova se kapela više ne spominje. Zbog zabrane slavljenja sv. Mise i njezinog lošega stanja s vremenom je nestala. Na tom mjestu i danas se nalazi križ, koji podsjeća stanovnike Jakšića na njihovu povijest i postojanje kršćanstva na ovom tlu. Tako čuva uspomenu na stara i prošla vremena.
Kapela sv. Barbare
O ovoj kapeli također imamo oskudne podatke, a spominje se zajedno u kanonskoj vizitaciji iz 1730. godine s kapelom sv. Luke. Kapela sv. Barbare nalazi se u selu Jakšići, koje ima 20 katoličkih kuća, kapela je bez zvonika, a zvono je obješeno na jedno drvo ispred nje. Godine 1746. zabilježeno je da kapela već ima zvonik. Budući da se nalazi u selu sve se bolje uzdržava i uređuje, a opširnijih podataka imamo iz godine 1757. Zagrebački biskup Franjo Thauszy imenuje isusovca Antuna Kanižlića da pregleda sve župe požeškoga kraja, u kakvom se stanju nalaze crkve, kapele i sve što im pripada. On bilježi: «Kapela sv. Barbare nalazi se u selu. Drvene je konstrukcije, ima dobar krov, strop je stolarske radnje i vrata kapele se dobro zatvaraju. Jedino ta kapela ima kalež i druge stvari potrebne kod službe za sv. Misu, sakristije nema, a sve stvari čuvaju se iza oltara. Oltama menza je drvena, a na nju je postavljena slika sv. Barbare naslikana na platnu. Ima zvono, zvonik je izgrađen od dva drvena stupa, kapela je dobro ograđena.»
U ovom izvješću spominje se i kapela sv. Šimuna i Jude Tadeja u Eminovcima, sv. Ivana Evanđeliste u Bertelovcima. Zabranom slavljenja sv. Misa u kapeli sv. Luke, mještani sela Jakšić sve više rade oko uređenja i obnove kapele sv. Barbare u središtu sela. Tako je ona 1761. godine pregrađena i znatno proširena. Izvještaj kanonske vizitacije požeške župe ovako opisuje tu kapelu: «Kapela je drvena, nakon zadnje vizitacije ponovno je popravljena, i to od temelja. Budući da sadašnje svetište nije u skladu s novoizgrađenom lađom i ono će se morati naknadno dograditi. Duljina kapele je 5 hvati, širina u lađi 3 hvata, a u svetištu 1,5 hvati. Svetište ima stari strop, a lađa ima novi, stolarske izrade. Kapela ima kor i propovjedaonicu, vrata su na pročelju i dobro se zatvaraju, ali prozori još nemaju stakla. Na oltaru je slika sv. Barbare, naslikana na platnu, uokvirena u drveni okvir. Zvonik je nadograđen na pročelju, oličen crvenom bojom u kojem se nalazi jedno zvono. Svećenici dolaze iz Požege služiti sv. Mise i to na dan sv. Barbare, zaštitnice kapele, zatim na Božić sve tri mise, na blagdan sv. Ivana Evanđeliste i na Uskrs.
Za bolje poznavanje crkvenih prilika u Požeškoj županiji, carica Marija Terezija izdaje naredbu 1771. godine prema kojoj treba osnovati komisiju koja će izvršiti popis svih dohodaka požeške župne crkve i svih filijalnih kapela. U tom zapisu nalazimo opis i kapele u filijalnom selu Jakšići - Požeške župe: «U njemu je kapela sv. Barbare. Selo pripada gospoštiji Pleternica i ona si prisvaja patronatsko pravo. Kapela je drvene građe s tornjem iznad pročelja u kojem se nalazi jedno zvono. Svetište je staro, dugo 1,5 hvat, te isto toliko široko. Lađa je nedavno nadograđena, duga 5,5 hvati, široka 3 hvati i toliko visoka. Strop je od dasaka, krov je dobar; nije popločena, a lijepo je okrečena iznutra i s vanjske strane. U kapeli se nalazi jedan oltar na kojem je slika sv. Barbare, slikana na platnu s obojenim okvirom i s četiri drvena svijećnjaka ispod slike. Zatvara se jednim vratima, koja se nalazi na južnoj strani. Groblje se nalazi izvan sela pokraj trošne i zabranjene kapele sv. Luke. Kapela sv. Barbare sve se bolje održavala i uređivala, ali ne zadugo jer je 1775. godine grom udario u nju pa je izgorjela. Nakon toga Jakšićani počinju graditi novu crkvu.

## Gradnja prve župne crkve
Župna crkva 1780. – 1910.
Gradnja prve crkvePrva Jakšićka župna crkva sv. Barbare građena je nakon što je u kapelu udario grom 1779. godine kao filijalna kapela požeške župe. Nova kapela sagrađena 1780. godine, iako nije bila dovršena, postala je 1789. godine župnom crkvom. Iz dokumenata o osnutku župe doznajemo da joj lađa nije imala sakristiju, kora, propovjedaonice ni klupa, nije bila tarcana i u njoj treba nabaviti oltare. Iz kasnijih kanonskih vizitacija dade se uočiti koliko je truda i napora, volje i dobrote uloženo kako bi ona postala bolje opremljenom i što ljepšom, jer se nalazi u samom središtu sela.
Prva kanonska vizitacija novoosnovane župe bila je 1804. godine. Ona opisuje crkvu sv. Barbare: «Župa je nastala regulacijom župa, a prije je bila požeška filijala. Crkva je sagrađena 1780. godine iz tvrdog materijala, sva je pod boltom, iznutra je ožbukana i pobijeljena, izvana još nije ožbukana. Ima tri oltara. Veliki je posvećen sv. Barbari, na bolti ima fresaka, gdje je naslikana sv. Barbara i četiri evanđelista, izrađene bojom i nevještom rukom. Pokrajnji su oltari sa strane evanđelja Sedam žalosti Blažene Djevice Marije, a sa strane poslanice Sv. Mateja, sa slikama sv. Ignacija i sv. Franje Ksaverskog. Veliki je oltar odmaknut od zida, dok su pokrajnji uz zid. Na velikom je oltaru tabernakul sa šest svijećnjaka. U crkvi je postavljena propovjedaonica i klupe, nema kora ni sakristije. Drveni toranj je oličen bijelom bojom u kojem se nalazi zvono od 50 funti, a na vrhu je križ. Filijalnih kapela nema.»
Prolazile su godine, a crkva još nije bila dovršena. Kanonska vizitacija iz 1810. godine donosi: «Izvana još nije ožbukana, dugačka je 16 m, a široka 10 m. Cijela je nanovo pokrivena, a drveni toranj mora se popraviti i pokriti. Svetište je prema istoku i pod boltom, nema ogradu za pričesnike. Menza je zidana, te nije kao ni crkva posvećena. Crkva ima dvoja vrata, velika za narod i manja ostavljena za sakristiju. Ima četiri dosta dobra prozora. U tornju su dva zvona jedno je od 50 funti i manje od 15 funti. Sakristija još nije podignuta, svećenik se oblači za velikim oltarom, gdje se čuvaju i druge stvari u tri ladice pod oltarom».
Prilikom dijeljenja sv. Potvrde 1821. godine zagrebački biskup Maksimilijan Vrhovec obavio je i kanonsku vizitaciju u požeškom kraju, a jakšićki župnik Alojzije Odobašić ovako opisuje župnu crkvu: «Sagrađena je od tvrdog materijala, sva je pod boltom, ali krov joj je jako nizak. Samo je blagoslovljena. Nema taraca zato što nije postavljena krstionica, ni ispovjedaonica. Još nema sakristije ni kora, izvana nije ožbukana. Crkva je pokrivena 1807. godine, a toranj je oličen 1813. godine.» Biskup Maksimilijan Vrhovec zatekao je crkvu u teškom stanju, stoga određuje da kada bude gotov župni dvor neka župnik odmah s narodom uloži trud i brigu, kako bi se dogradila sakristija, crkva ožbukala i postavila krstionica. Župni dvor je bio sagrađen do 17. listopada 1823. godine.
Crkva se ni dalje nije popravljala i dolazi u bijedno i očajno stanje. O tome izvješćuje 1835. godine velički župnik i dekan Ivan Kristić. Primjećuje sljedeće nedostatke: «Drveni je toranj, u koji je prije nekoliko godina udario grom, sasvim istrunuo, te svaki dan prijeti da se uništi. Zato valja sagraditi novi toranj. Ispod tornja potreban je mali kor, jer je crkva premala pa ne može primiti sav narod koji mora često i vani stajati. Za čuvanje stvari i potrebne opreme potrebno je sagraditi sakristiju. Crkva nema nikakvog taraca, iako su ovdje pokopani i leže mnogi mrtvaci, krov se mora malo više podignuti, i nužno je crkvu podzidati, a cijelu izvana ožbukati, krov se mora nanovo promijeniti». Godine 1844. Jakšićani upućuju Požeškoj županiji sljedeću molbu: «Dok je mjesto Jakšići spadalo pod požešku župu, stanovnici su iz pobožnosti prema sv. Barbari namjesto drvene kapele podigli zidanu kapelu. Kada je 1789. godine Mijo Ferković imenovan i uveden kao prvi župnik, narod je kapelu na njegov nagovor lijepo opremio s dva oltara i klupama. Ti su oltari sada oštećeni jer krov propušta kišu, a i bolta je popucala. Kako bi se to popravilo još nije došlo do odluke novčanog doprinosa iz vjerozakonske zaklade. Neka se kod nadležne vlasti predloži da se dostavi novac, kako bi se sljedećeg proljeća započelo s poslom prema nacrtu i troškovniku koji su davno poslani.» Molbu su potpisali Đuro Kilijan, Antun Ester, Stjepan Marković, Donat Bradić, Nikola Kolesar, Šimun Pečur, Adalbert Kovačević, Marko Zvonarić, Božo Tepić i Tomo Marjančević.
Nakon smrti župnika Alojzija Odobašića (2. lipnja 1840. godine) u Jakšić dolazi za župnika Jakob Mihajlović. Kada je došao u Jakšić našao je crkvu u očajnom stanju. On se odmah upustio u popravak i dogradnju jakšićke župne crkve. Godine 1851. bila je u Jakšiću krizma i kanonska vizitacija koju je obavio biskup Juraj Haulik. Kada je vidio crkvu u bijednom stanju, odmah nakon povratka u Zagreb otišao je banskoj vladi i pobrinuo se za popravak crkve. Crkva je iste godine pokrivena, a na proljeće i ožbukana i obijeljena. Toranj je nanovo podignut od temelja, a sagrađena je i sakristija. Za veliki oltar nabavljena je 1866. godine nova slika sv. Barbare, naslikana u Beču. Podignuti su novi križevi u Rajsavcu i Jakšiću gdje je nekada stajala kapela sv. Luke u polju. Župljanin Šimun Marijančević ostavio je 1861. godine 220 forinti kako bi se nabavila nova zvona. Ovim popravcima dobila je jakšićka župna crkva svoju konačnu strukturu koju je imala sve do 1910. godine Pokrajnji oltari promijenili su svoje naslove, tako su umjesto Sedam žalosti Blažene Djevice Marije i Sv. Mateja postavljeni novi oltari Pohođenja Blažene Djevice Marije i Sv. Antuna Padovanskog sa svojim velikim i lijepim slikama na platnu.
Župnik Jakob Mihajlović umro je 6. ožujka 1876. godine. Župom je potom kratko upravljao kapelan Stjepan Ožeg iz Kutjeva. Na Bogojavljenje 1877. godine imenovan je župnikom Osvald Hanak. On je popravljao crkvu i župni stan. Za njegova župnikovanja počeli su u Jakšić i okolna sela dolaziti Česi iz Češke i Moravske. Broj rimokatolika raste te iznosi 1606, pravoslavnih 337 i protestanata 19. Nabavio je još jedno zvono za crkvu. Umro je 7. travnja 1897. godine.
U Jakšić za župnika 1898. godine dolazi Janko Klasta. On iste godine drži misije, nabavlja misna odijela i druge potrebne stvari. Godine 1904. nabavljene su nove orgulje iz Češke za 1200 kruna.
Stara jakšićka crkva kroz 120 godina je građena, krpana, dograđivana i popravljana. Župnik J. Klasta odlučio se na gradnju nove crkve. Tako je 15. rujna 1909. godine počelo rušenje stare crkve.

## Utemeljenje župe
Godine 1780. naslijedio je caricu Mariju Tereziju na prijestolju njezin sin Josip II. Bio je vladar reformator, dokinuo je mnoge samostane i zaplijenio njihovu imovinu. Jedan dio te imovine upotrijebljen je za osnivanje novih župa i gradnju crkava i kapela. Kraljevsko ugarsko vijeće u Požunu izdao je 1782. godine dva intimata kojim započinje poznata jozefinska opća regulacija župa u Hrvatskoj i Ugarskoj. Intimati su upravljeni svim županijama, samostalnim distriktima i slobodnim gradovima.
Prvi intimat izdan 4. ožujka 1782. godine donosi: «Njegovo Veličanstvo, car Josip II. drži, i to za potrebno, da političke vlasti Kraljevine i s njom združenih zemalja u roku od tri mjeseca izvjeste pojedinačno o onim mjestima, selima i kraju gdje će biti potrebno osnovati nove župe ili lokalne kapelanije. Neka se naznači gdje već postoje sagrađene kapele, samostani pa i gospoštijske kapele koje bi se mogle iskoristiti, da se ne moraju graditi nove crkve. Ona mjesta koja su se već obratila da im se ustanove župe neka se uvrste ponovno u popis. Pojedine županije, slobodni distrikti i slobodni gradovi moraju sastaviti popis za svoje područje, te dati razlog zašto se u pojedinom mjestu predlaže osnivanje župe ili kapelanije (razlozi: veći broj stanovnika, zbog daljine ili prometnih zapreka, u zimi zbog snijega i vode.)
Drugi intimat izdan 2. travnja 1782. godine nadopunjuje prvi glede onoga što je pod datumom 4. travnja, carskom nakanom o umnoženju župa i kapelanija izdano, da se što prije i bolje pobrine u provođenju naredbe o boljoj duhovnoj pastvi i potrebnim župama. Svrha mu je da se župe podijele i umnože kako bi vjerni narod mogao bez većih poteškoća polaziti službu Božju, a njihov ih župnik u duhovnim stvarima poučavati i voditi, te u pravoj vjeri uzdržavati. Još ističe neka se posao oko popisa za pojedinačna područja požuri, a u obzir neka se uzmu prilike koje vladaju u dotičnim biskupijama, kraljevskim distriktima i pojedinim mjestima.
Požeška županija ove naredbe provodi brzo. Sa svoje skupštine od 2. svibnja 1782. godine šalje Kraljevskom ugarskom vijeću dopis s rezultatima svoga ispitivanja: popis svih mjesta u kojima prema mišljenju županije treba osnovati nove župe ili kapelanije. Taj popis Požeške županije nije sačuvan, ali možemo utvrditi da je ona u taj popis uvrstila i mjesto Jakšić kao novo sjedište župe sa svim selima koja će joj pripasti.
Vijeće je l. prosinca 1783. godine izdalo i uputilo svim županijama popis odobrenja za ona mjesta u kojima se tražilo osnivanje župe. U tom popisu poslanom Požeškoj županiji nalazimo: «Kako bi valjalo dati župnika u Jakšić s Eminovcima, Šeovcima, Bertelovcima, Treštanovcima, Tekićima i Traparima». Materijalne potrebe odnose se na uzdržavanje župnika i kapelana, o potrebnim gradnjama i popravcima crkava, o pitanju patronata ili uzdržavanju crkve iz vjerozakonske blagajne. Tako l. prosinca 1783. g. izlazi novi intimat koji glasi: «Ako bi se zatražila pomoć od vjerozakonske blagajne u prvim počecima treba odustati od svake veličanstvenosti i sjaja kod gradnje novih crkava, kao i suvišnih udobnosti župnih stanova, i opskrbiti se samo za ono što je najpotrebnije i to iz materijala kojeg se može lakše dobiti. Ako bi vjerozakonska blagajna preuzela gradnju crkava neka se prije pošalju nacrti tih zgrada s točnim troškovnikom, koji će izraditi vješti majstori kao i potanki popis stvari koje su potrebne za unutrašnje uređenje crkava s njihovom cijenom. Crkveni patroni i vlastelinstva dat će razna zemljišta, potrebni materijal i troškove, a župljani će pomoći kolima i ručnim radovima. Županija će prethodno, po svojim poslanicima, uz prisustvo biskupskog poslanika raspravljati o pomoći pojedinih patrona, vlastelinstava i naroda i zatražit će njihovu pismenu izjavu te ju priložiti uz ostale spise. Oni će dati jednu potpunu sesiju u poljima i livadama, a župljani će pristati na obrađivanje i običajna davanja u toj biskupiji i županiji, kao i na plaćanje uređene štolarine. Neka se popišu sva davanja, plaćanja i dohoci izvan selskih zemljišta za sjedište župe i za filijale koje će pripasti novoosnovanoj župi, točan broj duša. Ovo je potrebno dostaviti županiji kako bi se znalo mora li se i u kojem iznosu odobriti pomoć iz vjerozakonske blagajne».
Za distrikt požeške županije bila je sastavljena mješovita komisija od plemićkog suca Petra Tucića, kao predstavnika županije i podarhiđakona, požeškog župnika Luke Pejakovića, kao predstavnika Zagrebačke biskupije. U njihovu zapisu od 27. ožujka 1784. godine nalazimo o osnivanju nove župe u Jakšiću: «Pozvani su stanovnici sela Jakšić, Tekić, Bertelovci, Treštanovci, Šeovci i Eminovci koja bi se odcijepila od požeške župe, a selo Trapari od župe Požeške Sesvete u novu župu Jakšić. Stanovnici mole da se njihove zemlje i kraljevskoj daći podvrgnute sesije ne otkidaju, budući da pleterničko vlastelinstvo ne može ništa odobriti od svojih sesija zemlje. Zato ni jedan od starih župnika nema oranice osim livade i vrta. Mjesna općina sama će dati livade i zemljište za vrt. Prema nacrtu županije selo Trapari trebalo bi se odcijepiti od župe Požeške Sesvete, ali je ustanovljeno da bi njegovim stanovnicima bilo teže dolaziti u novu župu. Zato su molili da mogu u njoj i dalje ostati, ali će se selo Rajsavac koje pripada istoj župi odcijepiti od nje i pripasti novoj župi u Jakšiću, od nje će biti udaljeno četvrt sata hoda. Za boltu crkve trebalo bi oko dvadeset tisuća opeke, a za izradu imali bi nešto novca iz milostinje. Za unutrašnje uređenje trebalo je mnogo izdataka jer je nova. Župljani žele graditi župni stan iz tvrdog materijala, te gospodarske zgrade iz drvenog materijala.»
Godine 1784. županija traži od Zagrebačke nadbiskupije da izradi tabelu zašto bi trebalo osnovati nove župe ili kapelanije. Požeška župa pripada arhiđakonatu Gušće i u njoj će se osnovati nova župa sa sjedištem u Jakšiću. O tome imamo sljedeće podatke:
1. Ime sela određeno za župu ili vikarijat: Jakšić
2. To selo ima ili nema crkvu, kuću za svećenika: ima kapelu, kuću za svećenika nema
3. To isto selo pripada župnoj crkvi: u Požegi
4. Od nje je udaljeno: sat i pol hoda
5. Broj kuća u selu Jakšić: 40
6. Treba li u njemu osnovati novu župu ili vikarijat: vikarijat
7. Zašto bi trebalo osnovati novu župu ili vikarijat: zbog udaljenosti od župne crkve
8. Ovoj će se novoj župi ili vikarijatu priključiti ova sela:
	Bertelovci - 10 kuća i 150 duša
	Tekić - 8 kuća i 89 duša
	Treštanovci - 5 kuća i 40 duša
	Eminovci - 8 kuća i 85 duša
	Rajsavac - 16 kuća i 88 duša
	ukupno 47 kuća i 458 duša
9. Jakšić ima: 40 kuća i 484 duše
10. Otkidaju se od župe, koliko su bile udaljene, a do nove župe koliko udaljene:
	od požeške župe Bertelovci sat hoda, a do nove četvrt sata
	od požeške župe Tekić tričetvrt sata, a do nove pola sata
	od požeške župe Treštanovci jedan sat, a do nove pola sata
	od požeške župe Eminovci tričetvrt sata, a do nove pola sata
11. Tko tamo ubire desetinu: biskup zagrebački
12. Koji red ondje obavlja bogoslužje: oci franjevci iz Požege
Kapela u Jakšiću nema potrebnih stvari za bogoslužje jer su izgorjele u požaru, a za njih bi trebalo 302 forinte i 15 novčića. Nova župa ima ukupno 92 kuće s 211 ženidbenih parova, 996 duša, od kojih bi župnik imao 148 forinti i 32 novčića prihoda. Unutarnje i vanjske potrebe novosagrađene kapele sv. Barbare u Jakšiću: cijela kapela treba boltu, žbukanje iznutra i izvana iznosi 100 forinti, veliki oltar 150 forinti, dva mala pokrajnja oltara 60 forinti, propovjedaonica 30 forinti i klupe 20 forinti.
Intimati kraljevskog ugarskog vijeća u Budimu kojim se propisuje opća regulacija župa zagrebačke biskupije izdan je 29. travnja 1789. godine i za Jakšić određuje sljedeće: «U Jakšiću, filijali župe Požega udaljenoj sat i pol hoda s 550 duša ima se osnovati nova župa. Njoj će pripasti Bertelovci sa 115 duša, Tekić 90 duša, Šeovci 75 duša, Hrv. Eminovci 109 duša, te od župe Sesvete pripast će filijala Rajsavac sa 110 duša. U Jakšiću postoji nova crkva, a za njezino uređenje trebaju mnogi izdaci, mora se izgraditi župni stan.»
Uredbom od 29. travnja 1789. godine osnovana je nova župa u Jakšiću. Njoj su pripojeni i Njemački Eminovci, koji su po prijedlogu komisije trebali ostati u požeškoj župi. Već 14. studenog 1789. g. županijski izaslanik kotarski sudac Petar pl. Tucić daje sljedeći izvještaj: «U Vetovu, Jakšićima i Buku osnovane su nove župe i u njih su postavljeni župnici.»
Požeški župnik i podarhiđakon Luka Pejaković u izvještaju od 16. siječnja 1790. godine donosi pojedine podatke za novoosnovanu župu:
1. Ime mjesta? Jakšić
2. Je li već uveden župnik, kapelan ili kooperator? župnik
3. Ime svećenika, iz kojeg je reda? Mijo Ferković, dijecezanski svećenik
4. Postoji li crkva ili kapela? zidana crkva, ali nije dovršena
5. Ima li župni stan? župnog stana nema
6. Jesu li poslani nacrti i iznosi troškova? još nije ništa poslano
7. Je li pomoć već dana? ništa nije dano
8. Ima li vlastelina i hoće li prihvatiti patronat? barun Ivan Peterffi, nije poznato
Patronat ili pokroviteljstvo
Patronatsko pravo u Crkvi je skup različitih povlastica koji su utemeljitelji, graditelji i dobročinitelji crkava dobivali od crkvene vlasti. Pojedini su imućniji vjernici iskazivali svoju pobožnost i na taj način, što su podizali nove crkve i kapele, obdarivali svećenstvo materijalnim dobrima, preuzimali skrb za uzdržavanje crkvenih ustanova. Oni koji su bili vlasnici velikih posjeda osnivali bi na njima župe i obdarivali ih posjedima potrebnim za uzdržavanje svećenika i crkvenih objekata. Ovakav način postao je općenit u cijelom katoličkom svijetu. Crkvena je vlast propisala određene zakone prema kojima se ravnalo ovakvo osnivanje župa. Za osnutak jedne župe zemaljski je gospodar morao dobiti suglasnost mjesnoga biskupa, a ovaj se imao pobrinuti da utemeljitelj župe opskrbi potrebnim prihodima za njezino uzdržavanje. On je morao položiti određenu glavnicu u novcu ili odgovarajući komad zemlje, da bi se iz kamata odnosno godišnjih prihoda mogla uzdržavati crkva. Utemeljitelj župe imao je pravo biskupu predložiti svećenika kojega je izabrao za župnika dotične župe. Patron ili utemeljitelj imao je nadzor nad crkvenom blagajnom i cjelokupnom nadarbinom, a bez njegova pristanka župnik nije mogao ništa prodati ili otuđiti na bilo koji način. Svaki popravak na crkvi, kapeli ili župnom stanu mogao se poduzeti samo ako je patron dao svoj pristanak. Patronatsko pravo prelazi na nasljednike kao i na svakoga kupca vlastelinske zemlje opterećene patronatskim dužnostima. Ono se javlja u srednjem vijeku i traje do ukinuća feudalizma. Vlastelinstva su se od bogataša pretvorili u siromahe, pa im je još i uzdržavanje župnika i crkava bilo dodatni teret. Krajem prošloga i početkom ovoga stoljeća uveden je otkup patronata: izabrano mješovito povjerenstvo utvrdilo je stanje crkvenih objekata koje je patron o svom trošku trebao dovesti u solidno stanje. Time je župnik, tj. crkva ili općina postala novi vlasnik.
Kod utemeljenja župe u Jakšiću patronatsko pravo u ime Vjerozakonskog fonda imao je barun Ivan Peterffi, vlastelin pleternički, kojem je ovo vlastelinstvo darovala Marija Terezija 1751. godine pod svotu od 62520 forinti i 55 novčića. Njegova obveza uzdržavanja župnika i popravka crkvenih objekata nije bila uvijek na vrijeme i u dovoljnoj mjeri, te je općina u najvećoj mjeri pomagala župu.

## Gradnja nove crkve
Građenje stare crkve započeto je 15. rujna 1909. godine. Proračunata svota za gradnju nove crkve iznosila je 30.000 kruna, od toga 500 kruna izdvojeno je za bojanje i krečenje. Vlada je darovala 14.000 kruna, a ostatak od 16.500 kruna uzajmila je zaklada medicinskog fakulteta uz 5% kamata na 5 godina. Gradnju je preuzeo Ivan Lerman iz Požege. Na molbu župnika darovao je Nadbiskupijski duhovni stol pomoć od 1000 kruna, a zagrebački kanonik Franjo Sultajs 100 kruna. U crkvi je proširena sakristija i kor, nabavljena su nova tri oltara i propovjedaonica. Glavni oltar nabavljen je u Beču a na njega u sredini je postavljen kip sv. Barbare, s desne strane je kip sv. Ivana Nepomuka, a na lijevoj strani kip sv. Josipa.
Gradnja i obnova crkve bila je gotova do 15. rujna 1910. godine, a svečano je blagoslovljena 19. rujna. Blagoslovio ju je požeški župnik Teodor pl. Kraljević. Iste godine nabavljeno je novo veliko zvono za 1.200 kruna, nove klupe za 820 kruna i novi luster za 120 kruna, dosta misnog odijela i crkvenog posuđa. Početkom Prvoga svjetskoga rata, na blagdan sv. Ane mnogi sinovi iz ove župe pozvani su u rat. Za vrijeme rata skinuta su mnoga zvona sa svih crkava. Tako su 18. kolovoza 1916. iz Jakšića odnesena dva veća zvona, kako bi se pretopila u topove. Godine 1919. župa ima 1805 rimokatolika i 359 pravoslavaca.
Nova zvona nabavljena su 1923. godine, veliko težine 315 kg s natpisom: «Pustite k meni malene», a srednje težine 198 kg s natpisom: «Podižu župljani župe Jakšić». Zvona su dovezena na četvrtu nedjelju Adventa sa željezničke stanice u selo i do Božića postavljena su u toranj. Te godine, 9. lipnja bila je u Jakšiću sveta Potvrda, koju je obavio zagrebački nadbiskup dr. Antun Bauer. Bilo je 718 krizmanika. Godine 1925. slavila se godišnjica hrvatskog kraljevstva. U cintoru crkve podignut je spomenik svim palima u I. svjetskom ratu. Uz suradnju i pomoć župljana 1926. godine za crkvu je nabavljen Božji grob, postaje Križnoga puta i kip uskrsnuloga Spasitelja - Aleluja, jer je stari bio trošan i u lošem stanju. Budući da se nije imalo gdje pohraniti ciborij sa sv. Pričestima, na Veliki četvrtak, poslije mise, posvećene čestice spremalo se u ormar u sakristiji. Kako bi se to ljepše uredilo, nabavljen je novi tabernakul na oltaru Pohođenja Blažene Djevice Marije. Također, iste godine, u crkvi je postavljen novi oltar Majke Božje Lurdske s Bernardicom. Pokojnom župniku Klasti poklonio je župljanin Đuro Ester iz Jakšića svotu od 500 dinara za sliku Gospe Lurdske. Župnik je uspio pribaviti još 5000 dinara, te je dao nabaviti Gospin kip. Kip je naručen kod Josipa Kaplana iz Zagreba. Za ovaj oltar nabavljena su četiri nova svijećnjaka za 960 dinara. Župljanin Antun Besta uzidao je u crkvi oltar i spilju u koju je smješten kip Gospe Lurdske i Bernardice. U župi se širila pobožnost Srcu Isusovu. Tako se javila ideja kako bi lijepo bilo nabaviti kip Srca Isusova, što je i učinjeno. Kip nabavljen za cijenu od 3000 dinara, bio je postavljen pod korom nad oltarom Božjega groba 13. studenoga 1926. godine. Svečani blagoslov ova dva oltara obavljen je na dan sv. Barbare, a obavio ga je požeški dekan i župnik u Kaptolu Stjepan Topolčić. Nabavljena su četiri svijećnjaka kod oltara Srca Isusova. Tako danas crkva ima 24 svijećnjaka. Godine 1927. nabavljene su jaslice za crkvu. Župnik Ambroz Širca nabavio je sliku bl. Nikole Tavelića za 800 dinara, koju je blagoslovio 14. studenog 1937. godine i postavio na zid u crkvi.
Nova crkvaŽupna crkva 1939. godineOd 1910. do 1950. godine bili su samo neki manji popravci na crkvi. Te je godine popravljen toranj, izmijenjena je sva građa i pokriven je pocinčanim limom, križ je ponovno lakiran, a jabuka je pokrpana i bronzirana. Na toranj su stavljeni novi prozori i rebrenice, a cijeli je nanovo obojen. Na crkvi je pokrpan i očišćen krov, popravljeni su prozori, a izvana i iznutra je okrečena; u crkvi je postavljena električna struja. U župi se cjelodnevno klanjanje obavljalo na dan sv. Antuna 13. lipnja. Bio je to dan i suzaštitnika župe, stoga je od 1950. godine cjelodnevno klanjanje premješteno na spomen četrdeset mučenika, 10. ožujka.
Unutrašnjom obnovom crkve od 15. lipnja do 14. kolovoza 1954. godine, ona je iznutra oslikana narodnom staro-hrvatskom ornamentikom, obojani su oltari, slike i klupe, te svi prozori i vrata. Radove je izveo Mihajlo Mirosav iz Batrine. Uz glavni oltar postavljena su dva reflektora i električno vječno svjetlo.
U sklopu crkve nalaze se dvije manje prostorije, jedna služi za spremište, a druga kao sakristija. Budući da je i ona bila mala, 1960. godine proširena je prostorija s lijeve strane glavnoga oltara, koja ima 25 kvadratnih metara, ima nova vrata i izlaz kraj crkve. Jakšićka župa 1968. godine ima 513 kuća i 2256 vjernika te 151 kuću pravoslavnih koji imaju parohiju u Treštanovcima.
Prigodom pedesete godišnjice građenja nove crkve
Pedeset godina nakon građenja crkve sv. Barbare, ona još nije bila posvećena. Za tu je prigodu nabavljena menza od kamena iz Bihaća težine 750 kg, postavljeni su stupovi i stepenice u svetištu, a u crkvu je postavljeno dvanaest apostolskih križića na zidove. Posvetu crkve slavio je pomoćni biskup zagrebački Josip Lach u nedjelju 3. rujna 1961. godine. U menzu su postavljene moći svetih mučenika Magna i Maxima. Od tada se svake prve nedjelje u mjesecu rujnu slavi godišnjica posvete crkve.
Kroz cijelo vrijeme do 1989. godine crkva je popravljana. No, bili su potrebni i veći zahvati. Obnovljen je glavni oltar sv. Barbare, pokrajnji oltari Pohođenja Blažene Djevice Marije i Sv. Antuna Padovanskog, te kipovi Gospe Lurdske s Bernardicom i kip Srca Isusova, te postaje Križnoga puta. Crkva je iznutra ponovno okrečena. Radove je izveo Marijan Gašparić, učitelj iz Jakšića. U selu su obnovljeni križevi. Jedan je postavljen u polju kod sv. Luke, gdje je nekoć stajala kapelica posvećena sv. Luki. Drugi križ je postavljen na putu prema Vetovu. Na groblju u Jakšiću podignut je spomenik svim žrtvama Križnoga puta i nestalima u II. svjetskom ratu. Godine 1991. postavljen je na staro mjesto kip sv. Florijana na vatrogasnom domu.
Po ovim podacima možemo vidjeti koliko je puta stara jakšićka crkva bila popravljana, dograđivana i ponovno građena. Cijela jakšićka župa, a posebno samo sjedište župe nalazi se na vrlo lijepom položaju. Tako su u ove krajeve uvijek doseljavali novi stanovnici, a crkva postaje sve skučenijom. Župna crkva sv. Barbare morat će se i po treći put proširivati.

## Dolazak sestara milosrdnica
U župi se broj stanovnika iz godine u godinu povećavao, pastoralne potrebe bile su velike, svećenika je bilo malo, a na kapelana se nije moglo ni računati. Godine 1968. dolazi do nekih poteškoća, župna crkva ostaje bez stalnoga zvonara, a u pitanje dolazi sakristanska služba i sviranje u crkvi.
Župnik Stjepan Benić počeo je razmišljati kako bi najbolje bilo u župu dovesti časne sestre, o tome je govorio u crkvi, a župljani su to rado prihvatili. On je uvidio da bez pomoći sestara i laika župa ne može napredovati na pastoralnom planu. U najbližem samostanu sestara milosrdnica u Požegi raspitao se o mogućnosti dolaska sestara, a ubrzo je dobio i prvu sestru M. Lujzu Kosta. Ona je dolazila nekoliko puta tjedno, osobito subotom i nedjeljom spremati crkvu, vodila je pjevanje, ali vrlo kratko, jer je nakon dva mjeseca bila premještena. Župljani su sada uvidjeli što znači imati sestre na župi i tako su odlučili graditi za njih samostan. Lokaciju za samostan dala je župa koja se nalazi pokraj župne kuće. Građevinsku dozvolu u ono vrijeme bilo je teško dobiti, ali zalaganjem župljana ona je dobivena i glasila je na Samostan sestara župe Jakšić. Prikupljenim sredstvima župljana samostan je građen od 1971. do 1973. godine. Zgrada ima jedan kat i građena je od tvrdoga materijala, na zapadnoj strani nalazi se balkon, a cijela zgrada ima dosta prozora. U prizemlju zgrade nalazi se dvorana koja služi za razne sastanke, a osobito za vjeronauk. Samostan je bio potpuno gotov 1973. g. kada je i najavljen dolazak sestara.
Sestre su došle 22. studenoga 1973. godine na dan sv. Cecilije, oko 14 sati kada su zazvonila jakšićka zvona, i radosno nagovijestila dolazak sestara. Župnik Stjepan Benić blagoslovio je samostan i za zaštitnika mu dao našega hrvatskog sveca oca Leopolda Bogdana Mandića. Župniku je zahvalila provincijalka s. M. Emila Lončarević, a ključeve od samostana predala je prvim sestrama, koje je ona za ovu zgodu dovela u Jakšić, i to: s. Geradu, s. Irenu i s. Agatu. Sestre su lijepo dočekane sa željom da se ovdje udomaće, sažive s narodom, sa župnom zajednicom i djeluju prema duhu sv. Vinka, njihovoga utemeljitelja. Danas sestre sudjeluju u katehiziranju djece i mladeži, vode sviranje i pjevanje, spremaju crkvu i vrše sakristansku službu, te posjećuju starije osobe i bolesnike.
Sestre koje su dolazile iz Požege u Jakšić:
s. M. Lujza Kosta (1971. g.)
s. M. Anita Lisak (1972. g.)
s. M. Paula Puzjak (1973. g.)
Sestre koje su stanovale u samostanu sv. Leopolda B. Mandića:
s. Gerarda Šarec +
s. Agata Lugarić
s. Irena Klimpek
s. Božena Marjanović
s. Branka Cvetnić +
s. Benjamina Šmuc
s. Honorabilis Abramović +
s. Anica Jelinčić +
s. Lucija Lisjak
s. Ivanka Vuković
s. Karolina Mičanović
s. Dragoslava Čižmek
s. Cvjetka Delač
s. Mihaela Lažeta
s. Branka Terezija Gregur + (Jakšić, 02.10.1999.)
s. Stjepanka Stanić
s. Lina Posavec
s. Paula Kljajić
25 godina djelovanja u župi
Sestre Cvjetka i Mihaela zajedno s cijelom župnom zajednicom proslavile su 25 godina djelovanja sestara u župi Jakšić. Ta obljetnica bila je 22. studenog 1998. godine, a svečano je proslavljena na dan sv. Barbare 4. prosinca kada se slavi i zaštitnica župe. Misnome je slavlju predsjedao požeški biskup msgr. dr. Antun Škvorčević, a iz Zagreba je došla časna Majka M. Agneta Tadić-Šutra s nekoliko sestara.

## Župnici
- Mijo Ferković, 1789. – 1801. godine

Dolazi na župu molbom župljana 1789. godine, a prije je bio kapelan u Požegi. Kao kapelan zalagao se za gradnju buduće župne crkve u Jakšiću, a dolaskom u Jakšić za župnika stanovao je u privatnoj kući. Bio je konstorijalac i vicearhiđakon.
- Franjo Đuranić, 1801. godine

Ostaje vrlo kratko na župi.
- Juraj Frankić, 1801. – 1802. godine

Prije dolaska na župu bio je kapelan u Požegi, ostaje vrlo kratko u Jakšiću.
- Franjo de Cipriansis, 1802. – 1804. godine

U Jakšić dolazi 1802. godine i ostaje do travnja 1804. godine.
- Alojzije Odobašić, 1804. – 1840. godine

Rodom je iz Virovitice, kao župnik u Jakšiću boravi od 1804. godine kada je bila i prva kanonska vizitacija novoosnovane župe. Druga vizitacija bila je 12. kolovoza 1821. godine, koju je obavio biskup Maksimilijan Vrhovec. Župna kuća izgorjela je 1807. godine od podmetnutoga požara. Dao je sagraditi novu koja je bila gotova 17. listopada 1823. godine. Umro je 2. lipnja 1840. godine i pokopan je u župnoj crkvi, ali se ne zna za grobno mjesto.
- Antun Kožić, 1840. godine

Na župi je bio svega mjesec dana.
- Andrija Radović, 1840. godine

Upravlja župom do studenoga 1840. godine.
- Jakob Mihalović, 1840. – 1876. godine

Rođen je 1801. u G. Baji u Bačkoj. Ostaje kao župnik 36 godina. Podigao je križ u Rajsavcu, koji je blagoslovio požeški župnik Franjo Sviranić, 30. prosinca 1842. godine. Blagoslovio je 29. svibnja 1843. godine križeve na groblju i u polju gdje je nekoć bila kapelica sv. Luke. Nabavio je nova zvona. Godine 1851. biskup Haulik pobrinuo se da se crkva temeljito popravi. Umro je 6. ožujka 1876.
- Stjepan Ožeg, 1876. – 1877. godine

Za župnika je bio imenovan Alojzije Ferić, rodom iz Crnca, no zbog bolesti nije mogao preuzeti župu. Uskoro je i umro. Tako Ožeg upravlja župom do 6. siječnja 1877. godine.
- Osvald Hanak, 1877. – 1897. godine

Rođen je 5. kolovoza 1854. u Olomoucu. Nabavio je još jedno zvono i obnovio križeve. Gradi gospodarske zgrade, a godine 1897. počinje preuređivati i župni stan čiji završetak nije dočekao. Umro je 7. travnja 1897. godine. Pokopan je na novom groblju 9. travnja, koje je on otvorio 1890. godine.
- O. Liberije Šandl, 1897. godine

Iza smrti župnika Hanaka župom upravlja spomenuti franjevac iz požeškoga samostana do 7. svibnja 1897. godine.
- Janko Klasta, 1897. – 1922. godine

Rodio se u Varaždinu. Na župu dolazi iz Novigrada Podravskog, gdje je bio kapelan. Upravitelj župe Jakšić bio je do 5. siječnja 1900. godine, kada je imenovan župnikom. Nabavlja misna odijela: jedan pluvijal bijele boje, jednu bijelu i crvenu kazulu, te plaštić za ciborij. Nabavio je i nove orgulje iz Češke za 1200 kruna. Dao je podignuti novi križ u donjem kraju Jakšića. U više navrata tražio je novčanu potporu za obnovu crkve. Međutim, novac nije dobio. 1905 godine nabavio je lampu za vječno svijetlo za 60 kruna, kadionicu i ladicu za 34 krune, jedan crni pluvijal za 80 kruna. Pošto je stara crkva tražila velike popravke ona je srušena. Dana 15. rujna 1909. godine početa je gradnja nove župne crkve. Blagoslov nove crkve obavljen je 19. rujna 1910. godine.Bio je i prvi predsjednik DVD Jakšić, koje je osnovano 1907. Umro je 2. prosinca 1922. godine.
- Ante Šćukanec, 1922. – 1928. godine

Imenovan je upraviteljem župe 9. prosinca 1922. godine, a do tada je bio kapelan župe sv. Marka Zagrebu. Nalazio se na odmoru kod prijatelja i župnika u Kutjevu kada je došlo imenovanje o preuzimanju župe, koje je bilo 16. prosinca. Nabavio je dva nova zvona, za župnu crkvu, koja su dovezena na četvrtu adventsku nedjelju 1923. godine i zvono za kapelu u Tekiću. U crkvi je dao napraviti novi oltar sa spiljom u kojoj je smješten kip Gospe Lurdske. Dekretom Nadbiskupskoga duhovnog stola od 29. prosinca 1928. godine imenovan je župnikom u Svetoj Nedjelji kod Zagreba. Na Bogojavljenje oprostio se od vjernika i II. siječnja otputovao na novu službu. Umro je 7. svibnja 1931. godine u Svetoj Nedjelji. Iza njegovog odlaska župa je nepune dvije godine bez stalnog župnika, a župom upravljaju ovi susjedni župnici:
- Vjekoslav Tepeš, župnik u Vetovu

Upravlja župom od l. prosinca 1929. godine do 31. ožujka 1930. godine.
- Đuro Stehno, župnik u Požeškim Sesvetama

Upravlja župom od l. travnja do 30. studenog 1930. godine.
- Ambroz Širca, 1930. – 1944. godine

Rođen je 14. studenog 1877. godine u Pliskovici u Slovenskom primorju (danas pripada Italiji), zaređen je u Dubrovniku 1901. godine, od 1910. – 1927. godine župnik je među Hrvatima u Americi. Na župu je došao 30. studenoga 1930. godine iz Bučice (Glina), a u mjesecu rujnu 1934. imenovan je župnikom. Iste godine obnavlja križeve po župi, a sljedeće godine 12. svibnja 1935. blagoslovio je novi križ u selu Radnovcu. Umro je 3. prosinca 1944. godine.
- Pava Žirotnik, 1944. – 1945. godine

Rođen je u Sloveniji, mariborska biskupija. Prognan od gestapovaca 1944. godine dolazi u Požegu gdje vrši službu duhovnika. Nakon smrti župnika Širce dolazi u župu Jakšić, gdje ostaje nešto manje od godine dana.
- Ante Mijaković, 1945. godine

Prognan od Nijemaca iz župe Mikinca, đakovačka biskupija, dolazi u Zagreb, ali ga nadbiskup Stepinac šalje u Jakšić gdje ostaje upravitelj župe tri tjedna. Tada ga njegov biskup poziva da se vrati na župu, što je on i učinio.
- Stjepan Benić, 1945. – 1982. godine

Rođen je 21. ožujka 1913. godine u Batrini (župa Nova Kapela), ređen je 29. lipnja 1936. godine. Odredbom Nadbiskupskoga duhovnog stola 1945. godine imenovan je župnikom u župi Jakšić, a do tada je bio supsidijar u župi Staro Petrovo Selo. Popravlja na crkvi krov i župni stan, gradi sakristiju koja se nalazi na lijevoj strani prezbiterija. Godine 1951. okrečeni su crkva i toranj. Od 15. lipnja do 14. kolovoza 1954. godine radilo se na unutarnjoj obnovi župne crkve, pri čemu je uvedena električna struja. Nabavljena je kamena menza i postavljena je ispod glavnoga oltara, koji je blagoslovljen, a crkva je posvećena 3. rujna 1965. godine. Za njegova župnikovanja od 1971. – 1973. godine građen je samostan časnih sestara. Godine 1982. umirovljen je, i sada živi u svojoj kući u Jakšiću. Imenovan je počasnim kanonikom Prvostolnoga kaptola zagrebačkog, a 1996. godine slavio je dijamantni jubilej misništva u župi Stražeman. Godine 2006. kao najstariji svećenik Požeške biskupije slavi 70 godina svećeništva.
- Matija Banovčić, 1982. – 1998. godine

Rođen je 18. veljače 1940. godine u Davoru, za svećenika je zaređen 29. lipnja 1968. godine. Iz župe sv. Marije u Sisku došao je 1982. za upravitelja župe Jakšić. U Jakšiću ostaje do 1998. godine. U njegovo vrijeme crkva je obnavljana 1986/87. godine, te ponovno unutrašnjost 1989/90. godine. Obnovljeni su i postavljeni novi križevi, na groblju je podignut spomenik žrtvama Križnoga puta i nestalima u Drugom svjetskom ratu i poraću. Sazidane su i dvije kapele posvećene sv. Đurđu (Jurju), u Rajsavcu i na Svetinji, te mrtvačnice u Jakšiću, Rajsavcu i na Svetinji. Odlukom požeškog biskupa msgr. dr. Antuna Škvorčevića imenovan je upraviteljem župe Bučje 1998. godine. Umro je 04. lipnja 2001., a 07. lipnja je pokopan na mjesnom groblju u Davoru.
- Josip Bogović, 1998. – 2010. godine

Rođen je 12. studenog 1964. godine u Čaglinu, a za svećenika je zaređen 24. lipnja 1990. godine. Mladu misu slavio je 15. srpnja 1990. godine u Čaglinu. Kapelan je bio u Dugom Selu (4 godine), a zatim je imenovan upraviteljem župe Bučje 1994. godine. (4 godine). Od 10. rujna 1998. godine imenovan je upraviteljem župe Jakšić. Dolaskom u župu pokreće kako materijalnu tako i duhovnu obnovu župe.
- Milan Klobučar, 2010. – 2011. godine
- Josip Pendžić, 2011. - 2015. godine
- Tihomir Bilešić, 2015. - 2022. godine
- Ivan Rončević, 2022. - trenutno

## Svećenici rodom iz župe
1. ILIJA MARKOVIĆ, rođen 14. srpnja 1765. godine u Jakšiću. Sin Antuna i Jele rođ. Pečur. Bio je župnik u Pleternici i dekan požeškoga dekanata. Umro je 1824. godine.
2. MARKO LOVRIĆ, rođen 1780. godine u Eminovcima. Župnik je od 1807. godine do 1829. godine u Požeškom Brestovcu. Kada je došao u Brestovac imao je 27 godina. U župi je zatekao teško materijalno stanje. Uz pomoć brestovačkoga vlastelina obnovio je crkvu sv. Martina, dozidao kor i toranj, nabavio tri zvona. Sam je o svom trošku obnovio glavni i dva pokrajnja oltara. Njegovim zalaganjem postavljeni su križevi «krajputaši» po selima župe. Sagradio je i župnu kuću, koja uz neke preinake postoji i danas, podigao je potrebne gospodarske zgrade. Umro je 1830. godine.
3. O. GRGUR ČEVAPOVIĆ, rođen 21. travnja 1786. godine u Bertelovcima, selu jakšićke župe u požeškoj županiji. Osnovnu školu i gimnaziju završio je u Požegi, a zatim stupa u franjevački red provincije sv. Ivan Kapistranskog. Filozofski i teološki studij završava 1806. godine u Pešti, gdje je postigao i doktorat filozofije. Mladu misu slavio je 1809. godine u Požegi. Bio je lektor filozofije u samostanima u Brodu i Našicama. Godine 1820. postaje gvardijanom samostana u Vukovaru, a 1821. godine izabire ga franjevački red za svog provincijala. Objavio je nekoliko značajnih djela, kako iz povijesti franjevačkih samostana, tako i iz povijesti slavonske literature onoga doba.
Važnija su mu povijesna djela na latinskom:
1. Synoptico memorialis catalogus observantis Minorum prov. s Joannis a Capistrano olim Bosnae Argentinae, Budim 1823. godine.
2. Recensio observantis Minorum prov. s Joannis a Capistrano pro an 1830., Budim 1830. g.
3. Leges municipales francisanae provinciae s Joannis a Capistrano
Na hrvatskom je napisao neka značajnija književna djela:
1. Josip, sin Jakoba patrijarha, drama
2. Povijest Ilirska, povijesno djelo koje je bilo u rukopisu, ali je izgubljeno
3. Sinod Požunski 1822. g., povijesno djelo
Umro je 21. travnja 1830. godine u Budimu. U župnoj crkvi nalazi se spomen-ploča dvjesto godišnjice njegova rođenja.
4. ĐURO (JURAJ) LEHNER, rođen 13. travnja 1878. godine u Frkijevcima, župa Pleternica. Sin Ivana i Ane rođ. Vokalek. Zavičajno mjesto po ocu su Eminovci, župa Jakšić, gdje je i potvrđen 1891. godine. Pučku školu polazio je u Jakšiću, klasičnu gimnaziju prvih šest razreda u Požegi, a sedmi i osmi u Nadbiskupskom liceju u Zagrebu. Za vrijeme srednjoškolskih nauka stanovao je u Nadbiskupskom orfanotrofiju u Požegi, a za vrijeme bogoslovskih nauka u Teološkom konviktu u Innsbrucku. Tu je 25. srpnja 1900. godine primio đakonat. Za svećenika ga je 14. srpnja 1901. godine zaredio Juraj Posilović, zagrebački nadbiskup. Od 1901-1905. godine službovao je kao kapelan na župama Stara Gradiška, Varaždin i Velika Gorica, a od 1905-1911. godine imenovan je katehetom u samostanu milosrdnih sestara u Zagrebu. Nakon toga od 1911-1919. godine službuje kao aktivni vojni svećenik, a nakon toga opet se vraća u službu katehete kod Sestara milosrdnica. Umirovljen je 1925. godine, a od 1930. godine postavljen je duhovnikom u samostanskoj vili Sveti Duh u Zagrebu. 25. kolovoza 1922. godine imenovan je začasnim prisjednikom Duhovnoga stola u Zagrebu, a 3. siječnja 1944. godine tajnim komornikom njegove svetosti pape Pia XII. Umro je 4. veljače 1960. godine u Zagrebu i pokopan je na groblju Mirogoj.
5. MIJO (MIHOVIL) POSAVAC, rođen 31. kolovoz 1884. godine u Treštanovcima. Sin Đure i Magdalene rođ. Štirmer. Osnovnu školu završio je u rodnom mjestu, a šest razreda gimnazije u Požegi. Posljednja dva razreda gimnazije završava u Zagrebu u nadbiskupskom dječačkom sjemeništu. Ispit zrelosti položio je na gornjogradskoj gimnaziji. Nakon toga nastavlja studij na zagrebačkoj Bogosloviji, koju je završio 1909. godine. Biskup Krapac ga 28. ožujka zaređuje za svećenika Zagrebačke nadbiskupije. Kapelan je bio u Pleternici kod Požege, u Donjoj Dubravi u Međimurju, te pet godina u Velikom Bukovcu kod Ludbrega. Početkom Prvoga svjetskoga rata mobiliziran je u službu vojnoga svećenika: službovao je u vojnim bolnicama u Vinkovcima i Zagrebu. Nakon rata imenovan je ekonomom u Bogoslovnom sjemeništu, gdje je bio pet godina, a zatim je imenovan upraviteljem župe sv. Klara kraj Zagreba. Godine 1936. imenovan je prebendarom Prvostolne crkve u Zagrebu. Zbog svojih sposobnosti i savjesnosti imenovan je ravnateljem kaptolske kancelarije i upraviteljem kaptolskih dobara, a poslije i blagajnikom Mirovinskog zavoda Zagrebačke nadbiskupije. Postao je i začasni kanonik Prvostolnog kaptola. Umro je 13. travnja 1967. godine i pokopan je na zagrebačkom groblju Mirogoj.
6. KARLO ZVONARIĆ, rođen 1909. godine u Jakšiću. Sin Mate i Mande rođ. Banović. Osnovnu školu završio je u Jakšiću, a gimnaziju u Nadbiskupskom dječačkom sjemeništu u Zagrebu. Nakon toga upisuje se na zagrebačku Bogosloviju, gdje je završavajući bogoslovske nauke i zaređen. Mladu misu slavio je 9. svibnja 1933. godine u Jakšiću. Kapelan je bio u Križevcima, a zatim odlazi kao vjeroučitelj u školu časnih sestara milosrdnica u Zagrebu. Zbog svoje boležljivosti imenovan je župnikom u Lovrećini, gdje ostaje do 1950. godine kad je imenovan župnikom u Vetovu. Zbog teške bolesti napustio je župu Vetovo i došao u Jakšić gdje je od II. studenog 1969. do 18. svibnja 1970. godine vrio strpljivo podnosio svoju bolest, te je tu i umro. Pokopan je u Jakšiću 20. svibnja 1970. godine.
7. PETAR GLAVAŠ, rođen 2. kolovoza 1914. godine u Bičićima u Istri. Sin Blaža i Marije rođ. Radolović. Njegov otac Blaž sa svojom suprugom Marijom i desetero djece zbog političkih, socijalnih i vjerskih prilika mora ostaviti svoju rodnu Istru. Doseljava se u Slavoniju u selo Rajsavac na područje župe Jakšić. Petar Glavaš bio je deveto dijete u toj brojnoj obitelji. U Jakšiću završava četiri razreda pučke škole, te odlazi u Požegu gdje završava osam razreda gimnazije i 1935. godine polaže veliku maturu. Teološke znanosti završava u Zagrebu gdje je i zaređen za svećenika 1941. godine. Mladu Misu slavio je 19. ožujka 1941. godine u Jakšiću. Kapelanom je bio u Podgoraču i Ludbregu. U lipnju 1945. godine imenovan je župnikom u Novoj Kapeli, gdje pastoralno djeluje do 21. prosinca 1951. godine, kada ga UDBA uhićuje i odvodi u istražni zatvor. Bio je osuđen na pet godina stroge robije u zatvoru Stara Gradiška kao politički zatvorenik. Po izlasku s robije 1956. godine odlazi na oporavak kod sestara Svetog Križa u Pakrac. Zatim dobiva novu župu Križ gdje od 1957. do 1962. godine pastoralno djeluje. Zbog narušena zdravlja 1962. godine dobiva novu župu Požeške Sesvete, gdje pastoralno djeluje do nenadane smrti 19. studenog 1967. godine. Pokopan je na mjesnom groblju u Sesvetama.
8. ĐURO MAKAREVIĆ, rođen 1. veljače 1917. godine u Bertelovcima. Sin Karla i Marije rođ. Šolić. Pučku školu polazio je u Jakšiću, a gimnaziju u Požegi. Nakon završene gimnazije upisuje se na Bogosloviju u Zagrebu, gdje je i zaređen za svećenika II. srpnja 1943. godine. Mladu Misu slavio je 14. srpnja 1943. godine u samostanu bosonogih karmelićanki u Brezovici. Kapelan je bio u Vetovu, a nakon smrti župnika A. Tepeša postaje privremeni upravitelj župe. Već 1944. godine imenovan je kapelanom u župi Vukovina, a nakon dvije godine postaje upravitelj župe gdje ostaje do svoje bolesti. Zbog šećerne bolesti prevezen je u bolnici u Zagrebu gdje je i umro 25. studenog 1974. godine Na vlastitu želju pokopan je u groblju na Svetinji u svojoj rodnoj župi.
9. DRAGO KOLESAR, rođen 30. rujna 1922. godine u Jakšiću. Sin Franje i Ivke rod. Kovačević. Pet razreda osnovne škole polazio je u rodnom selu do 1934. godine kada odlazi u Požegu gdje završava školu 1941. godine. Ispit zrelosti položio je u Bjelovaru 1942. godine. U Đakovačku bogosloviju upisuje se 1943. godine, gdje studira do 1948. godine, kada je 18. srpnja zaređen za svećenika đakovačke biskupije od biskupa Akšamovića. Mladu misu imao je l. kolovoza 1948. godine u Jakšiću. U vremenu od 1949/50. godine služi vojsku. Kapelanom je bio u Zemunu, odakle odlazi u Bošnjake i Privlaku, a 1950. godine u Bošnjake i Đakovo, Lipovac i Moravić (3 godine), u Županju (2 godine) i u Gundince (44 godine), gdje ostaje do l. ožujka 1999. godine kada je umirovljen. Papa Ivan Pavao II imenovao ga je 17. travnja 1980. godine za kapelana Njegove Svetosti. Posljednje dane svoga života proveo je u umirovljeničkom domu za svećenike u Đakovu i preminuo 2005. godine. Sahranjen je u župi u kojoj je najduže djelovao kao svećenik - Gundincima.
10. DON BOŽO GRBEŠ, rođen 10. lipnja 1947. godine u Kovačevu Polju (Prozor). Sin Joze i Luce rođ. Meter. Zajedno s roditeljima doselio je u Jakšić, gdje je i završio osnovnu školu. Nakon toga upisuje gimnaziju, a kasnije i Teološki fakultet, te je 16. kolovoza 1966. godine položio prve zavjete, pristupivši u salezijance. Za svećenika je zaređen 29. lipnja 1975. godine, a zaredio ga je Zagrebački nadbiskup Franjo Kuharić. Mladu misu slavio je 3. kolovoza 1975. godine u Jakšiću. Kao svećenik djelovao je u Lovranu, Novoj Mokošici, Rijeci, Rudama kraj Samobora, Splitu, Zadru i Zagrebu(Jarun, Knežija, Rudeš) gdje je vršio službu kapelana, župnika, katehete mladih, bolničkog kapelana i ispovjednika. Posljednjih nekoliko godina bio je i pastoralni pomoćnik u Župi Pomoćnice kršćana na Kmanu u Splitu. Na blagdan Rođenja BDM 8.rujna 2022. krenuo je sa još jednim svećenikom salezijancem u svoj rodni kraj u Ramu. Na povratku za Split mu je pozlilo i hitno je prebačen u Sveučilišnu kliničku bolnicu u Mostaru gdje je iste večeri i preminuo u 76. godini života, 57.godini redovništva i 48.godini svećeništva. Posljednji ispraćaj održan je u srijedu 14. rujna u 11:40 na zagrebačkom groblju Miroševac, a misa zadušnica održana je u 13:00 u crkvi Sveta Mati Slobode na Jarunu. Don Božo je bio voljen i poštovan u svojoj obitelji i širokom krugu župljana, a posebno je volio provoditi vrijeme s mladim ljudima, bio je vedrog duha i predan svom svećeničkom pozivu.
11. BOŠKO OBRADOVIĆ, rođen 2. srpnja 1948. godine u Crnoglavu župa Donje Hrasno. Sin Cvijetka i Mare. S roditeljima je doselio 1963. godine u Jakšić. Osnovnu školu završio je u Jakšiću, gimnaziju u Dubrovniku, a Bogosloviju u Splitu. Za svećenika je zaređen 29. lipnja 1974. godine u župi Polog kod Mostara od mostarskog biskupa Čule. Mladu misu imao je 14. srpnja 1974. godine u Jakšiću. Odlučio je poći u misije, te odlazi u Torino (Italija) u Misijsku Družbu bijelih otaca (Missioni Consolata) kako bi naučio talijanski jezik, a kasnije u Englesku na učenje engleskog jezika. Kao misionar 1976. godine odlazi u afričku državu Tanzaniju. Preminuo je u srpnju 2006. i pokopan u Mostaru 05. srpnja 2006. godine.
12. IVO BOŠNJAK, rođen 19. listopada 1948. godine u Vukovaru. Sin Adama i Antonije rođ. Skaramuca. Osnovnu školu polazio je u Vetovu, a zadnje tri godine u Kutjevu. Nakon osnovne škole upisuje Klasičnu gimnaziju za spremanje svećenika kod redovnika otaca salezijanaca u Rijeci i Križevcima. Nakon mature upisuje se na Bogoslovni fakultet u Zagrebu na kojem je diplomirao 1979. godine i magistrirao 1985. godine. Mladu misu imao je 24. srpnja 1977. godine u Jakšiću. Kapelanom je bio u sv. Mariji na Dolcu i u župi Krista Kralja u Zagrebu. Kao upravitelj župe odlazi u Staru Ploščicu kraj Bjelovara (6 godina), da bi nakon toga bio upravitelj župe sv. Ivana Krstitelja u Zaprešiću. Nakon te službe vratio se na područje svoje rodne Požeške biskupije. Sada je župnik u Lipiku.
13. MARKO KARAČA, rođen 21. rujna 1960. godine u Donjoj Vasi (Uzdol). Sin lve i Mare rođ. Ćavar. Roditelji su doselili 1965. godine u Jakšić. Osnovnu školu polazio je u Jakšiću, a zatim se upisuje u klasičnu gimnaziju u Zagrebu gdje i polaže ispit zrelosti. U Zagrebu se upisuje na Bogoslovni fakultet gdje je i diplomirao. Dana 29. lipnja 1986. zaređen je za svećenika u zagrebačkoj Katedrali. Mladu misu slavio je 20. srpnja 1986. godine u Jakšiću. Kapelanom je bio u Šestinama od 1986-1992. godine, kada odlazi za upravitelja župe Zrinski Topolovac. 2000. godine premješten je za župnika u župu Voloder.
14. PERICA MATANOVIĆ, rođen 20. ožujka 1968. godine u Donjem Svilaju (Odžak). Sin llije i Mande rođ. Grgić. Roditelji su doselili 1968. godine u Jakšić, te nakon kratkog vremena odlaze na privremeni rad u Njemačku, gdje ostaju do 1975. godine, kada se vraća zajedno s roditeljima u Jakšić, gdje završava osnovnu školu. Upisuje se u Interdijecezansko sjemenište na Šalati u Zagrebu, gdje je i maturirao. Nakon mature odlazi na odsluženje vojne obveze u Skopje. Godine 1989. upisuje se na Katolički bogoslovni fakultet, gdje je 1994. godine diplomirao. Zaređen je za svećenika 25. lipnja 1994. godine u zagrebačkoj Katedrali od kardinala Franje Kuharića. Mladu misu slavio je 24. srpnja 1994. godine u Jakšiću. Od 1994. godine do 1997. godine vrši službu župnoga vikara u župi Stenjevec u Zagrebu. Dijeljenjem Zagrebačke nadbiskupije, te osnutkom nove Požeške biskupije imenovan je prvim tajnikom prvoga požeškog biskupa msgr. dr. Antuna Škvorčevića, te vicekancelarom biskupije i animatorom pastorala duhovnih zvanja u biskupiji. Odlukom preuzvišenog oca biskupa razriješen je dužnosti tajnika i vicekancelara biskupije te je imenovan upraviteljem župe Velika od rujna 2000. godine. Već 2002. g. napušta župu Velika i odlazi u Zagreb. Ondje ga je biskup imenovao vicerektorom u Bogoslovnom sjemeništu na Kaptolu.
15. MARIO KATIĆ, rođen 24. travnja 1972. godine u Jakšiću. Sin Marka i Dragice rođ. Domanović. Osnovnu školu završio je u Jakšiću, a zatim se upisuje u klasičnu gimnaziju na Šalati u Zagrebu, koju je pohađao od 1987. – 1991. godine. Upisuje se na Katolički bogoslovni fakultet 1991. godine, gdje je diplomirao 1997. godine. Dana 29. lipnja 1997. zaređen je za svećenika od kardinala Franje Kuharića. Mladu misu slavio je 6. srpnja 1997. godine u Jakšiću. Požeški biskup msgr. dr. Antun Škvorčević poslao ga je na postdiplomski studij kanonskoga prava u Rim. Godine 1999. magistrira na postdiplomskom studiju iz kanonskog prava, vraća se u domovinu gdje je u više župa pastoralno djelovao kao župni vikar (Kutjevo, Slatina), a od 2000. godine kao redovni župni vikar u katedralnoj župi u Požegi. Ubrzo nakon toga, iz Požege odlazi u Zagreb gdje je postavljen za suca na Međubiskupijskom crkvenom sudu I. stupnja, da bi se 2005. vratio na službu župnika in solidum u Velikoj. Godine 2006. biskup ga imenuje župnim upraviteljem župe Štivica.
16. GORAN KOVAČEVIĆ, rođen je 13. rujna 1974. u Požegi. Od oca Drage i majke Ane rođ. Valenta. Osnovnu školu završio je u Jakšiću, a srednju u Požegi. Upisuje se na Katolički bogoslovni fakultet gdje je diplomirao 1999. godine. Te iste godine 27. lipnja zaređen je za đakona u Požegi. Za svećenika je zaređen 25. lipnja 2000. godine u Požegi rukama požeškog biskupa msgr. Dr. Antuna Škvorčevića. Mladu misu slavio je u rodnoj župi Jakšić 02. srpnja 2000. godine. Odlukom preuzvišenog oca biskupa poslan je na pastoralni rad u župu Bezgrešnog začeća BDM u Novoj Gradiški. Ondje je ostao do 2004. godine. U rujnu 2004. odlukom biskupa vlč. Goran postaje župnik župe Đulovac.
17. MARIJAN PAVELIĆ
18. IVICA BOŠNJAK
19. MARKO MILAKOVIĆ

## Duhovni život župe
U župi su nedjeljom i blagdanom redovito tri svete mise. Podijeljene su na dobne razine, tako da se u njih mogu uključiti i aktivno sudjelovati svi slojevi vjernika naše župe. Tijekom školske i vjeronaučne godine jutarnja misa u devet sati namijenjena je školskoj djeci i mladeži, a na koju redovito dolazi lijepi broj vjernika odrasle životne dobi. Podna misa, ili župska, namijenjena je za cijelu zajednicu i nosi obilježja, bar kod starijih, ozbiljna misa. U župi imamo također i večernju misu što u ovakvim sredinama kao što smo mi jest i rijetkost. Mnogi kolege smatraju da tu misu ne bi trebalo imati, međutim ja sam sasvim suprotna mišljenja. Ta večernja blagdanska, nedjeljna sveta misa okuplja lijep broj vjernika koji prije podne ne mogu doći na svetu misu. U župi su redovite tjedne mise svakim danom i to navečer u večernjem terminu, prikladnom da se okupe oni koji žele doći. Prije svete mise molimo zajedno krunicu, a isto tako tko želi može se ispovijedati. Pred blagdane zaštitnice naše župe i suzaštitnika te klečanja, organiziraju se duhovne obnove kao što su trodnevnice ili kakovi drugi susreti koji pomažu duhovnom rastu svih slojeva vjernika. Zaštitnica naše župske zajednice jest sveta Barbara, djevica i mučenica, koja se u kalendaru slavi 4. prosinca. U župi se od davnina uz svetu Barbaru slavi i sveti Antun, kao suzaštitnik župe i mjesta, te kao svetac cijeloga svijeta, rado okuplja hodočasnike iz okolnih mjesta same župe i drugih župa našega kraja.
U ovoj župi pastoralno djeluju i pomažu župniku časne sestre Milosrdnice, koje žive u kući do župne, a koja je u tu svrhu i napravljena. Njihov rad u župi je vidljiv, nenametljiv, skroman, odvažan. Jedna od sestara je vjeroučiteljica u školi, ali i u župi. Preko sebe imaju i crkvu koju uređuju uz pomoć samih župljana, a ponajviše mladih djevojaka, koje družeći se s njima, i same mogu ocijeniti svoj put u život i eventualno odabir duhovnog poziva.
U našoj župi imamo i zbor mladih i starijih. Njih također vodi i uči časna sestra. Tu moramo još podosta poraditi da bude i masovniji i kvalitetniji.
Posljednje Misije u župi bile su u Svetoj Jubilarnoj 2000. godini i to za blagdan suzaštitnika naše župe sv. Antuna Padovanskog.

## Duhovna zvanja
SVEĆENICI
ILIJA MARKOVIĆ
MARKO LOVRIĆ
O. GRGUR ČEVAPOVIĆ
ĐURO (JURAJ) LEHNER
MIJO (MIHOVIL) POSAVAC
KARLO ZVONARIĆ
PETAR GLAVAŠ
ĐURO MAKAREVIĆ
DRAGO KOLESAR
O. BOŽO GRBEŠ
BOŠKO OBRADOVIĆ
IVO BOŠNJAK
MARKO KARAČA
PERICA MATANOVIĆ
MARIO KATIĆ
GORAN KOVAČEVIĆ
[Opširnije o svećenicima iz župe... ]
REDOVNICE
Č.S. KALISTA GRBEŠ,
Č.S. LJUBICA MIŠKOVIĆ,
č.S. MARINELA ŽUTIĆ,
Č.S. MARIJA MATANOVIĆ, 
ĐURĐICA KOVAČIĆ(Kćeri Srca Isusovog)
BOGOSLOVI
MARIJAN PAVELIĆ, 3. godina (Pontificium Collegium Germanicum et Hungaricum u Rimu)
IVICA BOŠNJAK, 1. godina (Bogoslovno sjemeništE u Đakovu)
SJEMENIŠTARCI
ANTONIO ĆAVAR, 3. godina (Međubiskupijsko dječačko sjemenište na Šalati u Zagrebu)
PERO JURIŠIĆ, 3. godina (Međubiskupijsko dječačko sjemenište na Šalati u Zagrebu)
REDOVNIČKE KANDIDATICE
ŠTEFANIJA ROMŠTAJN, 2. godina novicijata (Sestre Milosrdnice u Zagrebu)

## Pastoralno vijeće
Pastoralno vijeće župe Jakšić konstituirano je 17. veljače 2002., a potvrđeno od mjesnog ordinarija. Članovi župnog pastoralnog vijeća su:
<tbody></tbody>
| R.B. | IME I PREZIME                 | MJESTO      |
| 1.   | Župnik                        |             |
| 2.   | Časna sestra na službi u župi |             |
| 3.   | Zdravko Pažin                 | Jakšić      |
| 4.   | Zdravka Šutalo                | Jakšić      |
| 5.   | Drago Brkić                   | Jakšić      |
| 6.   | Vilko Pavelić                 | Jakšić      |
| 7.   | Vilko Zeman                   | Jakšić      |
| 8.   | Ljubica Marić                 | Jakšić      |
| 9.   | Verica Perić                  | Jakšić      |
| 10.  | Ružica Tužinski               | Jakšić      |
| 11.  | Biserka Papak                 | Jakšić      |
| 12.  | Lidija Šulc                   | Jakšić      |
| 13.  | Tomislav Pecko                | Jakšić      |
| 14.  | Ruža Podborkić                | Jakšić      |
| 15.  | Ivan Kavaš                    | Jakšić      |
| 16.  | Zvjezdan Stapić               | Eminovci    |
| 17.  | Ante Varela                   | Eminovci    |
| 18.  | Vlado Habijan                 | Jakšić      |
| 19.  | Vladimir Glavaš               | Rajsavac    |
| 20.  | Petar Miletić                 | Rajsavac    |
| 21.  | Franjo Bobok                  | Rajsavac    |
| 22.  | Slavko Murar                  | Radnovac    |
| 23.  | Antun Pulpan                  | Treštanovci |
| 24.  | Nikica Marić                  | Jakšić      |

## Ekonomsko vijeće
U upravljanju župom i njezinim materijalnim dobrima župniku pomaže Župsko ekonomsko vijeće. Župa mora imati po odredbi kanonskog prava ŽEV. I iz tog razloga što je u našoj Crkvi uveden novi ekonomski sustav koji je stupio na snagu 1. siječnja 2001. godine. Župsko ekonomsko vijeće naše župe sačinjavaju:
gđa. Zdravka Šutalo, blagajnik i potpredsjedik ŽEV-a
g. Zdravko Pažin, ing. građevine,
g. Drago Brkić, obrtnik
g. Drago Pavlović, financijski savjetnik,
g. Zdenko Biondić, ekonomist.
Na temelju njihove suradnje prionulo se materijalnoj obnovi naše župe i župne crkve. Njihov rad i zauzetost vidljivi su i iz rezultata koje može svatko vidjeti: obnovljen vanjski dio župne crkve, župna kuća, dvorišna zgrada i druge nevidljive stvari.
Ono što je važno naglasiti da je njihov rad volonterski, dobrovoljan i da za svoj rad ne primaju nikakvu nagradu osim hvala. Hvala – župnik.

## Vanjske poveznice
- Župa Sv. Barbare Jakšić  Arhivirana inačica izvorne stranice od 6. srpnja 2015. (Wayback Machine)